# Centros Juvenis de Ciência e Cultura
Os Centro Juvenis de Ciência e Cultura (CJCC) ou, quando refere-se a apenas um campus, no singular, Centro Juvenil de Ciência e Cultura, é uma instituição pública, fundada sob iniciativa da Secretaria de Educação do Estado da Bahia, com o objetivo de ampliar a jornada escolar dos alunos da rede pública e diversificar o currículo dos mesmos.
A instituição, presente em nove cidades baianas, desde a capital do estado até cidades interior do mesmo, utiliza da teoria de Seymour Papert, o Construcionismo, também chamada de Teoria da Aprendizagem Criativa, para aplicar seus cursos e oficinas de maneira lúdica e criativa. A instituição também serve como meio para aproximar os jovens, principalmente aqueles do interior, da ciência e da cultura. Dessa forma, a mesma promove eventos, como festivais e feiras.
A instituição recebe alunos da rede pública que estejam cursando os últimos anos do ensino fundamental ou o ensino médio.

## História
O primeiro Centro Juvenil de Ciência e Cultura foi implementado em 2012, na cidade de Salvador, no prédio do Colégio Estadual da Bahia, a implementação inicial visava que os Centros fossem instalados em escolas já existentes, como uma proposta para educação integral aos alunos da rede pública de ensino do estado da Bahia, onde a mesma ocorreria até aos sábados e um de seus primeiros cursos ofertados foi o de língua inglesa. O objetivo era que fosse, mais tarde, expandidos para outras instituições de ensino do estado, sendo, no plano inicial as seguintes intuições e suas respectivas cidades: Instituto Anísio Teixeira, em Caetité, Colégio Estadual Josué Brandão, em Itabuna, Colégio Estadual Luiz Viana ou Colégio Estadual Manoel Devoto, em Salvador, Colégio Estadual Modelo Luís Eduardo Magalhães, em Vitória da Conquista, Colégio Estadual Professor Rômulo Galvão, em Senhor do Bonfim e Colégio Estadual Rubem Nogueira, em Serrinha.
Entretanto, apenas o CJCC de Salvador permaneceu dividindo o Campus com uma escola, o Colégio Estadual da Bahia, e tanto o segundo Campus previsto para Salvador quanto o de Caetité jamais foram abertos. Porém, outros oito campus foram abertos: Barreiras, Feira de Santana, Irecê, Itabuna, Jequié, Senhor do Bonfim, Serrinha e Vitória da Conquista, todos tendo instalações próprias para seus campus.

## Cursos e Oficinas Ofertados[5]

### Barreiras
- Cosmos - Astronomia
- Robótica - Robótica
- Sua Conta em Conta - Preservação Ambiental
- O X da Questão - Empreendedorismo
- Scratch - Programação
- Propriedade Intelectual - Direito
- Do Ato ao Teatro - Teatro
- O Incrível Mundo das Cavernas - História
- Trilhas do Cerrado - Preservação do Cerrado
- Contadores de História - Literatura

### Feira de Santana
- CriativaMente - Artesanato
- Desenho e Criatividade - Artes Visuais
- English for Beginners  - Língua Inglesa
- De Olho da Língua - Língua Portuguesa
- Afetividade em Jogo - Relações Humanas
- De Olho no Universo - Astronomia
- Eu, Lugar - Autoconhecimento
- Corpo e Emoção - Psicologia Humana
- Conexões Lógicas - Matemática
- Conversando Com as Mãos - LIBRAS
- Fundamentos da Dança - Dança

### Irecê
- Foco no ENEM - Preparatório para o ENEM
- Cozinha Saudável - Culinária
- Ciência em Ação - Biologia
- Redação e Conexão - Redação
- HistoriArt - História e Arte

### Itabuna
- Phytodesigner Medicinal - Medicina fitoterápica
- Canta na Rede - Música
- Minas e Manas na Literatura - Literatura
- Champion - Língua Inglesa
- Socorrista em Ação - Primeiros-Socorros
- Arte de Reciclar: Arte e Artesanato Criativo - Artes Plásticas
- O Meu, o Seu o Nosso "EU" Grapiúna - História do Município de Itabuna

### Jequié
- Click Minimalista - Fotografia
- Click Criativo - Fotografia
- VemSer, seu principal desafio - Ginástica
- Projete-se - Autoconhecimento
- Foca na Botânica - Botânica
- Bioquímica dos Alimentos - Química alimentar

### Salvador
- Labmath - Educação Financeira
- Culturama - História Cultural
- História.Doc - História de Salvador
- Filme, Edite e Publique (FEP) - Edição de Vídeo
- #PartiuMuseu - História Geral
- Investigação Científica (CSI) - Pesquisa
- Química do Dia a Dia - Química
- Corpo e Percepção - Anatomia
- TeatroOnline.Com - Teatro
- Eu, Escritor - Escrita
- Na Escrita #BatalhadeArgumentos - Simulação de Debate
- Inglês Básico - Língua Inglesa
- Teoria Musical - Música
- Violão Iniciação - Violão
- Robótica Livre - Robótica
- Impressão 3D - Impressão 3D
- Modelagem 3D - Modelagem 3D
- Games - Programação de Jogos
- Papéis Interativos - Artes Visuais e Design
- Poesia - Poesia
- Artes Aplicadas - Artes Aplicadas
- Scratch: Que Tal Aprender a Programar? - Programação

### Senhor do Bonfim
- Curiosidades na História - História
- Modelagem Matemática - Matemática
- Robótica e Cultura Maker - Robótica e Cultura Maker
- Química At Home - Química
- Ciência na Tela - Biologia
- Tecnobio - Biologia
- Pérola Negra - Cultura Negra
- As Cores da Diversidade - Diversidade Cultural
- Conexão AF - Redação
- De Olho na Língua - Língua Portuguesa
- Matemática, Linguagens e Desafios - Matemática
- Clube de Leitura - Literatura
- Espaços Geométricos na Arte - Arte Cubista

### Serrinha
- What's Up? - Língua Inglesa
- Claquete, Gravando! - Edição de Vídeo
- ProgrAME Games - Programação de Jogos
- Bê-a-Bá da Informática - Informática
- AmigavelMENTE - Autoconhecimento
- I9 ADM - Empreendedorismo
- Tecnoplant - Botânica

### Vitória da Conquista
- Empreendendo - Empreendedorismo
- No mundo da Lua - Astronomia
- Criando Games - Programação de Jogos
- Aventuras em Série - Mitologia Grega e Mitologia Romana
- É da Sua Conta! - Educação Financeira
- Eu, Célula - Imunologia
- Fotoclick - Fotografia
- Mutantes - Genética
- Robótica - Robótica
- ProgramAÍ - Programação